# 2021年岡山市長選挙
2021年岡山市長選挙（2021ねんおかやましちょうせんきょ）は、日本の地方自治体である岡山市の執行機関である岡山市長を選出するべく、2021年10月3日に投開票が行われた選挙である。

## 概要
現職の大森雅夫（2期目）の任期満了に伴い執行。大森が3期目を目指し立候補し、これに対し前市議会議長の浦上雅彦が挑む一騎打ちの構図となった。
大森には公明党、岡山維新の会（日本維新の会岡山県支部組織）と連合岡山が推薦を出した。浦上には市議時代からの後援会や企業、所属していた自民系会派の有志らが支援を行った。また、両候補から推薦を求められた自由民主党、立憲民主党の県連は、議員らの支持が割れているなどとして自主投票とした。

## 基礎データ
- 選挙事由：任期満了
- 告示日：2021年9月19日
- 投票日：2021年10月3日

### 同日選挙
- 岡山市議会議員補欠選挙（中区選挙区）

## 立候補者
（届け出順、いずれも無所属）
| 氏名                           | 年齢 | 現元新 | 職業・肩書               | ホームページ                 |
| ------------------------------ | ---- | ------ | ------------------------ | ---------------------------- |
| 浦上雅彦 （うらかみ まさひこ） | 56   | 新     | 元岡山市議会議長         | 浦上雅彦OFFICIAL SITE        |
| 大森雅夫 （おおもり まさお）   | 67   | 現     | 元国土交通省国土政策局長 | 岡山市長 大森雅夫 公式サイト |

## 選挙結果
各候補の得票率
※当日有権者数：576,862人 最終投票率：34.01%（前回比：+5.66pts）
| 候補者名 | 年齢 | 所属党派 | 新旧別 | 得票数    | 得票率 | 推薦・支持           |
| -------- | ---- | -------- | ------ | --------- | ------ | -------------------- |
| 大森雅夫 | 67   | 無所属   | 現     | 110,019票 | 56.8%  | 公明党・岡山維新の会 |
| 浦上雅彦 | 56   | 無所属   | 新     | 83,793票  | 43.2%  |                      |

|      | 大森雅夫 | 大森雅夫 | 浦上雅彦 | 浦上雅彦 |
| 得票 | %        | 得票     | %        |          |
| ---- | -------- | -------- | -------- | -------- |
| 合計 | 110,019  | 56.77%   | 83,793   | 43.23%   |
| 北区 | 48,135   | 59.46%   | 32,823   | 40.54%   |
| 中区 | 21,572   | 50.26%   | 21,347   | 49.74%   |
| 東区 | 14,992   | 53.99%   | 12,777   | 46.01%   |
| 南区 | 25,320   | 60.05%   | 16,846   | 39.95%   |